# 蔡英文 (學者)
蔡英文（1952年6月4日—2019年10月10日），男，台灣政治學者，畢業於東海大學歷史系，後獲英國約克大學政治學博士，任職於中央研究院，主要研究西方政治思想史。2019年10月10日因胃食道逆流復發肝肺感染過世。

## 誤認事件
由於學者蔡英文和中華民國總統蔡英文同名同姓，且都曾於英國留學，經常有人誤認。
蔡英文當選總統後數日的2016年1月19日，香港政論家林行止在《信報財經新聞》發表專欄文章〈造潛艇怒海不揚波 睜鳳目保兩岸相安〉，稱蔡英文在英國留學時曾翻譯英國政治學者Q. Skinner的《馬基維利》一書，「對馬基維利那套為達目的不擇手段的學說，曾譯有關專著的蔡英文總統必然深有會心，那讓她成為一位不易對付──比歷任民選（國民黨和民進黨）總統更難對付的台灣政治領袖」。不久《亞洲週刊》指出林行止混淆了兩位蔡英文，該書實為男性學者「蔡英文先生」所譯。
2016年12月，蔡英文著作《從王權、專制到民主：西方民主思想的開展及其問題》（2015年12月出版）獲得第5屆中央研究院人文及社會科學學術性專書獎。他在頒獎典禮上笑稱，這本冷僻的學術著作竟在出版3個月內就再版，他相信是因為大部分讀者都誤認了他是另一位蔡英文。

## 主要著作
- 《韓非的法治思想及其歷史意義》，文史哲出版社，1986年2月1日出版，ISBN 9789575473457。（繁體中文）
- 《政治實踐與公共空間——漢娜·鄂蘭的政治思想》，聯經出版公司，2002年1月15日出版，ISBN 9570823038。（繁體中文）
- 《主權國家與市民社會》，北京大學出版社，2006年10月1日出版，ISBN 7301105339。（简体中文）
- 《當代政治思潮》，三民書局，2009年7月1日出版，ISBN 9789571452012。（繁體中文）
- 《從王權、專制到民主：西方民主思想的開展及其問題》，聯經出版公司，2015年12月4日，ISBN 9789570846515。（繁體中文）

## 翻譯作品
- 漢娜·鄂蘭著《帝國主義》（1982）
- 昆廷·斯金纳著《馬基維利》（1983）
- 罗杰·斯克鲁顿著《康德》（1984）
- 雷蒙·阿隆著《知識分子的鴉片》（1990）
- 何塞·奧特嘉·伊·加塞特著《羣眾的反叛》（1990）
- John Gray著《自由主義的兩種面貌》（2002）

## 外部連結
- 蔡英文的中央研究院人文社會科學研究中心專頁 （页面存档备份，存于）